# Teatro La Fenice
Teatro La Fenice (Føniksteatret) er et operahus i Venedig. Det er et af de mest berømte teatre i Europa. Teatret har desuden været ramme om mange verdenspremierer. Operahuset er to gange nedbrændt og hver gang blevet genopbygget, deraf navnet.

## Historie

### Det første teater
I 1774 nedbrændte Teatro San Benedetto, der havde været Venedigs førende operahus i mere end 40 år, til grunden. Teatret blev genopbygget, men just som byggeriet var gennemført, opstod en juridisk tvist mellem teatertruppen, der stod bag opførelserne på teatret, og ejerne af bygningen, Venier-familien. Da sidstnævnte vandt retssagen, besluttede teatertruppen at lade et nyt operahus bygge på Campo San Fantin.
Byggearbejdet begyndte i juni 1790, og det nye operahus stod færdigt i maj 1792. Ved den lejlighed fik teatret sit navn med henvisning til dets evne til at overleve branden – ligesom fugl Føniks. Indvielsen fandt sted den 16. maj 1792 med en opera af Giovanni Paisiello, der havde titlen I Giuochi di Agrigento.
Sit internationale ry fik huset imidlertid først ved begyndelsen af det 19. århundrede med førsteopførelserne af en række operaer, to af Rossini, to af Vincenzo Bellini og en af Gaetano Donizetti, der vendte tilbage til Venedig i 1836 efter at have fejret triumfer i Milano og Napoli.

### Det andet teater
I december 1836 ramte ulykken imidlertid igen teatret og det blev raseret i endnu en brand. To brødre, Tommaso og Giambattista Meduna, der var arkitekter og ingeniører, var imidlertid hurtige til at foranstalte en genopbygning; det andet Teatro La Fenice var kort tid efter ulykken en realitet, og det kunne derfor allerede åbne dørene den 26. december 1837.
I 1844 indledte Giuseppe Verdi sin langvarige forbindelse med teatret med en opførelse af Ernani i karnevalssæsonen. Over de næste tretten år fik fire af komponistens operaer premiere på La Fenice: Attila, Rigoletto, La Traviata og Simon Boccanegra.
La Fenice var lukket under 1. Verdenskrig men blev efter krigen centrum for megen aktivitet, idet teatret kunne tiltrække mange af verdens største sangere og dirigenter. I 1930 igangsatte Venedig Biennalen den første internationale festival for nutidig musik, hvilket fik komponister som Igor Stravinskij og Benjamin Britten – og senere også Luciano Berio, Luigi Nono og Sylvano Bussotti  – til at skrive værker til La Fenice.
Den 29. januar 1996 blev teatret igen ramt af en ildløs. Man fik øjeblikkelig mistanke om, at der var tale om brandstiftelse, og i marts 2001 afgjorde retten i Venedig, at to elektrikere havde været skyld i branden.

### Det nuværende teater
Efter flere forsinkelser begyndte genopbygningen i 2001. På lidt under to år genopbyggede arkitekter og håndværkere teatret; omkostningen blev ca. 90 millioner euro. Genopbygningen søgte at genskabe teatret i den stil, der var blevet af arkitekt Aldo Rossi i det 19. århundrede. Man benyttede arkitektens tegninger og stillbilleder fra Lucino Viscontis film, Senso fra 1954, der blev optaget i huset.
Genåbningen fandt sted den 14. december 2003 med en koncert med musik af Beethoven, Wagner og Stravinskij. Den første egentlige operaproduktion i det nye hus var La traviata i november 2004.